# Noord Spaarndammerpolder
De Noord Spaarndammerpolder is een van de vanaf 1872 drooggemaakte IJpolders in de Nederlandse provincie Noord-Holland. De polder is gelegen ten zuiden van het Noordzeekanaal en ten westen van Zijkanaal B en ten noorden van Velserbroek dat in de Velserbroekpolder is gelegen.
Tot eind 20e eeuw had de polder een agrarisch karakter. Tegenwoordig is de gehele polder ingericht tot het deelgebied Oosterbroek van het Recreatiegebied Spaarnwoude.
Aan de noordoostkant van de polder loopt langs de kanaaldijk de Amsterdamseweg (N202).